# Giancarlo Scarchilli
Giancarlo Scarchilli (Roma, 4 luglio 1951) è un regista e sceneggiatore italiano.

## Biografia
Giancarlo Scarchilli ha vissuto a Londra dal 1974 al 1976. In quel periodo intensifica la scrittura di racconti e poesie. Rientrato in Italia, diventa collaboratore di Sergio Citti e Vittorio Gassman. In qualità di collaboratore alla regia e/o alla sceneggiatura prende parte a Due pezzi di pane (1978), Il minestrone (1980), Di padre in figlio (1982), Sogni e bisogni (1985), Gassman Story (1986).
Ha contribuito, come autore, alla prima parte dello spettacolo teatrale Fa male il teatro, per la regia di Vittorio Gassman, insieme a Alberto Bevilacqua, Vincenzo Cerami, Roberto Lerici, Ettore Scola, Lina Wertmüller, Bernardino Zapponi, Cesare Zavattini.
Nello stesso periodo realizza, da regista, documentari e pubblicità per marchi internazionali quali Chiquita, BNL, David Zard e altri.
Realizza anche le riprese dei seminari svolti nella Bottega Teatrale di Firenze da Vittorio Gassman, Anthony Quinn, Ettore Scola.
Negli anni novanta affianca all'attività di sceneggiatore quella di regista. Esordisce al cinema con Mi fai un favore (1997), con Ornella Muti, Alessandro Gassmann, Claudio Bigagli. Prosegue con I fobici (1999), con Sabrina Ferilli, Rodolfo Laganà, Luca Laurenti, Daniele Liotti, Gianmarco Tognazzi, Scrivilo sui muri (2007) con Cristiana Capotondi, Primo Reggiani, Ludovico Fremont, Anna Galiena.
Nel 2010 dirige il film documentario Vittorio racconta Gassman, una vita da mattatore, presentato alla 67ª Mostra dell'Arte Cinematografica di Venezia il giorno dell'inaugurazione. Premio Nastro d'Argento 2011. Nel 2013 dirige il film documentario Essere Riccardo... e gli altri, con Alessandro Gassmann, presentato al Torino Film Festival.

## Filmografia

### Regista
- Mi fai un favore (1996)
- I fobici (1999)
- Scrivilo sui muri (2007)
- Vittorio racconta Gassman: Una vita da mattatore - documentario (2010)
- Essere Riccardo... e gli altri - documentario (2013)
- The King of Paparazzi - La vera storia - documentario (2018)
- Storie di straordinaria ordinarietà - cortometraggio (2019)
- Pier Paolo Pasolini - Una visione nuova - documentario (2022)

### Sceneggiatore
- Sogni e bisogni - miniserie TV, 8 episodi (1985)
- Una domenica sì (1986)
- Voglia di rock (1988)
- Un altro giorno ancora (1995)